# Famille Cavalli
 (mai 2015).
Si vous disposez d'ouvrages ou d'articles de référence ou si vous connaissez des sites web de qualité traitant du thème abordé ici, merci de compléter l'article en donnant les références utiles à sa vérifiabilité et en les liant à la section « Notes et références ».
La famille Cavlli est une famille patricienne vénitienne originaire de Bavière. 

## Historique

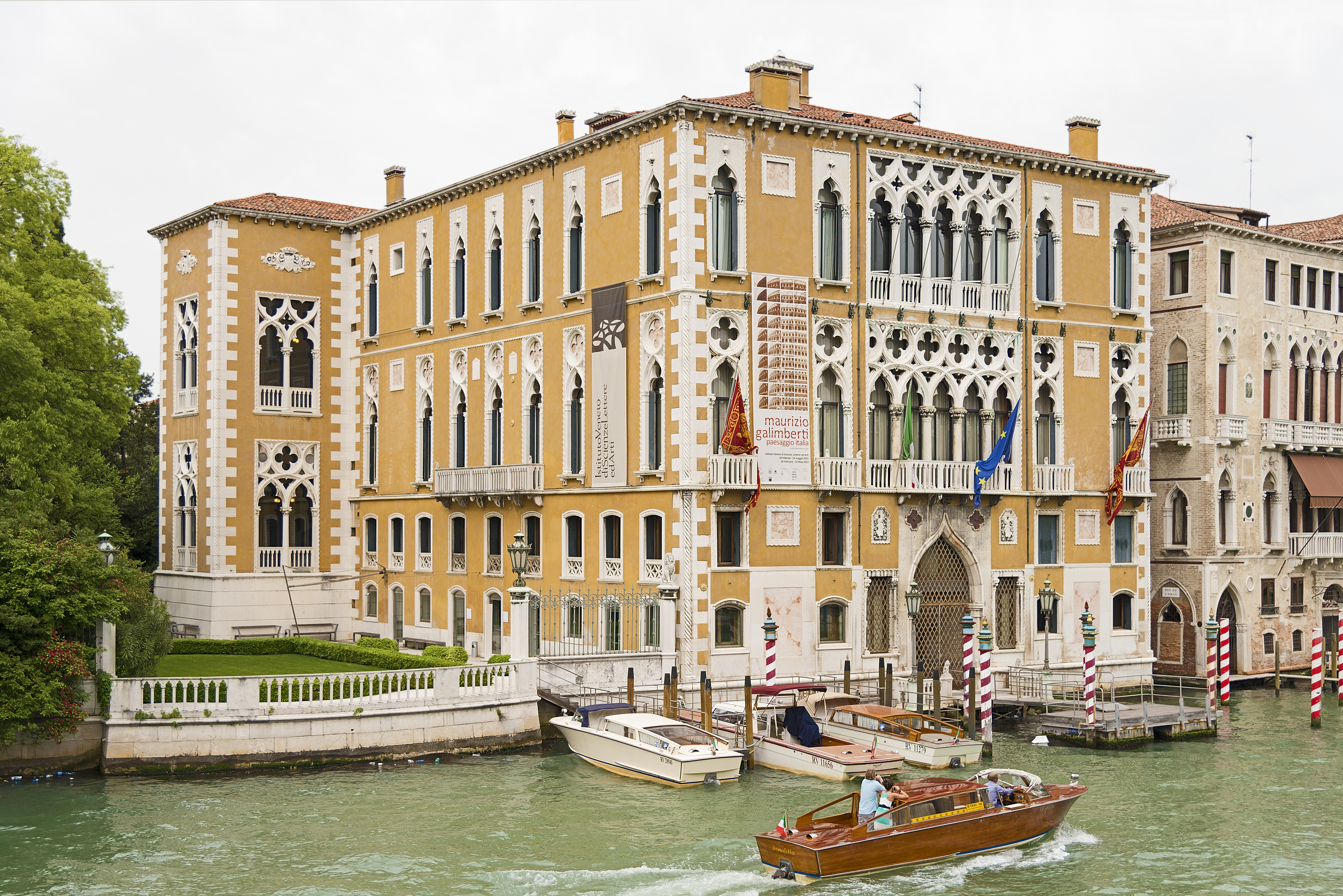
Le palais Cavalli Franchetti sur le Grand Canal

Venus en Italie, ses membres servirent les Scaliger à Vérone et les Visconti à Milan.
D'autres se sont dévoués à Venise lors de la guerre de Gênes :
- Giacomo reçoit le titre de général et est anobli pour ses mérites ;
- Marin devient commissaire de la République en 1593 et intercéda avec succès dans le différend de frontière avec Ferdinand Ier.

## Armes

Armes des Cavalli

Les armes de cette famille sont d'azur avec un cheval cabré d'argent et une face de gueules brochante chargée de trois étoiles d'or.